# Соколово-Хомьяново
Соколово-Хомьяново — деревня в Раменском муниципальном районе Московской области. Входит в состав сельского поселения Никоновское. Население — 0 чел. (2010).

## География
Деревня Соколово-Хомьяново расположена в южной части Раменского муниципального округа, примерно в 25 км к югу от города Раменское. Высота над уровнем моря 141 м. В 1 км к югу от деревни протекает река Сетовка. К деревне приписано 3 СНТ. Ближайший населённый пункт — деревня Косякино.

## История
В 1926 году деревня являлась центром Соколовского сельсовета Салтыковской волости Бронницкого уезда Московской губернии.
С 1929 года — населённый пункт в составе Бронницкого района Коломенского округа Московской области. 3 июня 1959 года Бронницкий район был упразднён, деревня передана в Люберецкий район. С 1960 года в составе Раменского района.
До муниципальной реформы 2006 года деревня входила в состав Никоновского сельского округа Раменского района.
Поблизости находился погост Гнилуша (в 2 км к юго-востоку от Патрикеево).

## Население
| 1926 | 2002 | 2010 |
| ---- | ---- | ---- |
| 185  | ↘2   | ↘0   |

В 1926 году в деревне проживало 185 человек (79 мужчин, 106 женщин), насчитывалось 32 крестьянских хозяйства. По переписи 2002 года — 2 человека (1 мужчина, 1 женщина).